# Helina callia
Helina callia este o specie de muște din genul Helina, familia Muscidae, descrisă de Feng în anul 2004. Conform Catalogue of Life specia Helina callia nu are subspecii cunoscute.